# 林益世索賄案
林益世索賄案（或稱林益世案，簡稱林案）是臺灣於2012年6月爆發的政壇貪瀆罪案，起因於時任國民黨副主席及行政院祕書長的林益世擔任立法委員時，以協助中國鋼鐵公司（簡稱中鋼）下游廠商「地勇選礦公司」續約為由，涉嫌向地勇公司負責人陳啟祥索取賄款。林的母親沈若蘭、妻子彭愛佳、舅父沈煥璋、沈煥瑤亦有涉入其中的嫌疑。
台灣最高法院檢察署特偵組於2012年10月25日將全案偵查終結，將被告林益世、彭愛佳、沈若蘭、沈煥璋、沈煥瑤等5人提起公訴，2013年4月30日，臺北地方法院一審判處林益世有期徒刑7年4個月。其餘被告，包括彭愛佳、沈若蘭、沈煥璋、沈煥瑤等人，則全部獲判無罪。
臺北地方法院不但將林益世親屬全判無罪，判林益世有期徒刑7年，與求刑要求不同。另外表示陳啟祥故意剪輯、刪減對話內容，營造林益世強逼他支付8300萬元假象，缺乏可信度。判決結果出爐，社會上罵聲四起。許多司法官亦提出不同意見。

## 案情經過

### 媒體披露
2012年6月27日出刊的台灣《壹週刊》第579期以「廠商控政院秘書長林益世貪瀆」為題報導，時任行政院秘書長的林益世遭人檢舉於立法委員及國民黨政策委員會執行長（俗稱「大黨鞭」）任內，以協助中鋼下游協力廠商「地勇選礦公司」續約為由，於2010年在鳳山家中收取193萬美鈔現金（依當時匯率折換，約合新臺幣6300萬元）的不當利益。林擔任行政院秘書長後，又趁合約即將到期之時機，再度企圖強索新臺幣8300萬元。民進黨要求行政院長陳冲應立即停止林的職務，清查他職務範圍內是否有貪污等其他不法不當情事，追查是個案還是累犯。
《壹週刊》公佈了林益世對廠商索賄時的言論（主要以臺語發表，夾雜國語）
|  | 中聯董事長的人事，是上上禮拜我批出去的，現在換這個姓鄭的，人事是我決定的，我批的。就像是換人一樣。不要一發生事情，馬上想要換人。要把他的權限從三項砍到兩項，從兩項砍到一項，砍到他會害怕，他不敢碰了，才能隨心所欲換人。兩年不是順利完成了？不要用粗俗的方式處理事情。一定處理到讓你很舒適（妥適之意）。 |

而且堅持要八千三百萬，不准議價，林說：
|  | 我運用的角色和角度，可以安撫好每一個人，我做事情很細膩，別人去作，絕對不會安撫的那麼仔細，角度不同，我不是無行情。我的角度、我的角色，我抓在哪邊我知道，所以都沒有人會來給我亂（擾亂之意），沒人敢來跟我亂甚麼！ |

林益世先全盤否認，並宣稱與當事人地勇選礦公司負責人陳啟祥夫婦不熟，卻遭《聯合報》公布照片顯示兩人於中鋼公司之子公司「中聯公司」併肩談笑，狀非初識。
由於此事件極為重大，檢察總長黃世銘裁示剪報分案，審核後簽分為「特他」字案，交最高法院檢察署特偵組檢察官，把林益世列為「重大貪污犯罪」被告偵辦。2012年6月29日案情急轉直下，原本聲稱將「堅守崗位」的林益世，請辭行政院秘書長一職，火速獲准。

### 政壇攻防
同樣出身高雄的民進黨立法委員趙天麟則召開記者會，公開表示，聽過2012年3月林益世索賄的40分鐘錄音，而且趙確定是林益世的聲音，如《壹週刊》報導無誤。陳啟祥先主動提及兩年前如何交付6300萬元賄款，林未否認。陳問林：「這次怎麼處理？」林答：「八三」（8300萬），交付方式則為「三、三、二三」（分為三次：3000萬、3000萬、2300萬），還說：「我和馬英九總統很熟，過幾天，我還要陪他來高雄跑行程。」趙天麟事後調查也証實，馬英九在三月中的確曾到過高雄。林益世也強調自己位高權重，宣稱
|  | 行政院這麼大一間，只有三個人在上班，院長、副院長跟我而已，其他人都是我們的幕僚！行政院只有兩個印章，院長和我，國營事業公司的新任董事長都是我決定、我在派的，為甚麼一定要8300萬，因為我現在的影響力和權力不一樣了。 |

趙天麟痛批，林益世利用職權施壓索賄的語氣，簡直就像地痞流氓，聽了令人憤慨；馬自負清廉，名號竟被林益世用來索賄，更是諷刺。
林益世表示，如果有他提到「行政院秘書長可以如何如何」的錄音，純粹只是因為鄉親提問，問他的官位與前高雄縣長，現任政務委員的楊秋興有甚麼不同，他只是向鄉親稍作解釋，卻遭到有心人士錄音，移花接木，意圖陷害。林益世當晚扣應至TVBS電視臺的《全民開講節目》繼續強硬否認，還說歡迎趙天麟把所謂的索賄錄音帶交予檢、調，讓他「一刀斃命」。
民進黨立委李俊俋也公佈通聯紀錄指出，誠如《壹週刊》報導，在2012年2月23日18時許，國民黨研討會後，林益世與陳啟祥通話超過八分鐘，林益世態度惡劣，還破口大罵粗話三字經。李俊俋強調就是這「關鍵通話」促成了林、陳2月25日的會面，但林益世卻絕口不提這次通聯紀錄，顯然有意隱瞞事証。李不願証實這段通話是否也被錄音，僅透露手中還握有林益世的其他通聯紀錄，若林益世仍不誠實，會考慮揭露其他資訊。
中鋼公司前董事長林文淵表示，國民黨與民進黨執政最大差別，就是「所有國營事業可以掌控的人事案，全部一律要到行政院，他們的手是伸進全部的事業」。林文淵並說自己管理的時代沒有要求任何一個廠商做政治獻金，「地勇（公司）在我們的時代沒有（給賄款），現在有，當然心理不平衡。他的利潤無法負擔這樣的金額，如果林益世有這樣的要求，他不能承受。如果林益世沒有要求，那我真的不知道他（陳啟祥）出來檢舉是要幹嘛？」國營事業的人事權，全部集中必須由行政院本部來批示，始於吳敦義擔任行政院長的時候。

### 認罪與擴大偵審
2012年7月2日清晨4時10分，林益世向特偵組檢察官承認部份罪行，坦承索賄。檢察官以觸犯貪污治罪條例的「違背職務收賄」、「對於職務上行為要求賄賂」等罪，認定林益世犯罪嫌疑重大，改列「特偵」字案件，並以「有串證、湮滅證據之虞」，向臺北地方法院聲請羈押禁見，召開羈押庭7小時，7月2日22時合議庭裁定收押禁見兩個月，7月3日0時23分移送土城看守所忠三舍，囚衣號碼「2559」。
公民監督國會聯盟表示「這可能僅是冰山一角」，林益世身兼黨團大黨鞭，負責法案與預算的協調與協商，權力比一般立委更大，「牽扯的利益不僅是上億，而是上兆」，他們呼籲檢調單位應該主動擴大偵辦了解林益世還有沒有涉及其他案子。
2012年7月4日，林母沈若蘭用行李箱裝著新台幣1800萬，未請自來北上特偵組應訊，表示這就是兒子林益世向業者陳啟祥索取的賄款。但陳啟祥給林益世的賄款是4筆共193萬的美金，因此被質疑是林母救子心切，「搞錯」賄款，繳了另涉他案的款項。且林益世承認索賄的金額是6300萬元，但是林母、林妻所繳不明款項及特偵組查扣以他人名義租用保管箱所藏放資金，已逾7500萬元，且2人都承認這些錢是替林益世藏的。不明款項的金額與真正流向一直兜不攏，各方說法不合，引起外界質疑，應該還有其他涉案人士未曝光，而林益世不法所得恐怕逾億元。
2012年8月23日，特偵組以林益世涉犯違背職務收賄等五年以上重罪，涉嫌重大且有勾串共犯、證人及滅證等情形，向台北地方法院提出延長羈押禁見2個月。8月28日，臺北地方法院裁定林益世延押禁見兩個月。

## 偵結起訴
2012年10月25日，最高法院檢察署特偵組將全案偵查終結，被告林益世、彭愛佳、沈若蘭、沈煥璋、沈煥瑤等5人提起公訴，但無具體求刑，並將在押被告林益世移審臺北地院；另陳啟祥等涉嫌行賄罪嫌，發交高雄地檢署依法偵辦。其中，林益世係犯貪污治罪條例第4條第1項第5款「違背職務行為收受賄賂」、第15條「隱匿貪污犯罪所得財物」、第5條第1項第3款「對於職務上行為要求賄賂」、第6條之1「財產來源不明罪嫌」，所犯四罪間，犯意各別、行為互殊，應予分論併罰。最高刑度可處無期徒刑，檢方並未具體求刑，只有要求法官重罰。
彭愛佳係犯洗錢防制法第11條第2項「掩飾因他人重大犯罪所得財物之洗錢罪嫌」。沈若蘭係犯貪污治罪條例第4條第1項第5款「違背職務行為收受賄賂」、第15條「隱匿貪污犯罪所得財物」、刑法第356條之「損害債權罪嫌」。所犯三罪間，犯意各別、行為互殊，應予分論併罰。沈煥璋係犯洗錢防制法第11條第2項「掩飾因他人重大犯罪所得財物之洗錢罪嫌」。沈煥瑤係犯洗錢防制法第11條第2項「掩飾因他人重大犯罪所得財物之洗錢罪嫌」、刑法第356條之「損害債權罪嫌」。所犯二罪間，犯意各別、行為互殊，應予分論併罰。
10月25日晚間9點，台北地院召開羈押庭，特偵組強烈反對林益世交保，檢察官還當庭舉前立法院長劉松藩、前立法委員羅福助棄保逃亡的前例，希望法官裁定續押林益世。但受命法官紀凱峰26日凌晨零時仍裁定，准予林益世5000萬元交保候傳，限制住居、出境，且須每晚7時到9時到轄區中崙派出所報到。特偵組不服，提出準抗告，28日下午遭台北地院裁定駁回，檢察官不得再抗告。
至於林益世的父親林仙保，特偵組稱傳喚時，發現他重聽而排除涉案。

## 法院一審

### 審判期間
2012年10月25日，特偵組偵結，林益世部分移審台北地方法院。北院抽籤分案結果，吳秋宏擔任審判長、紀凱峰擔任受命法官、林孟皇擔任陪席法官。當天深夜紀凱峰裁定林益世以5000萬元交保，限制住居。因為交保決定由受命法官一人做出，未經合議庭，法界人士認為可能違反刑事訴訟法規定。
2013年1月19日，在庭訊中，三法官痛斥陳啟祥，涉犯偽證罪嫌。1月28日，法院裁准林益世在農曆春節，可回高雄老家居住六天。
2013年3月29日，陳啟祥及女友程彩梅涉嫌行賄6300萬元部分，經高雄地檢署偵結。兩人因轉為汙點證人並具結在法院審理時履行證人作證義務，高雄地檢署將兩人緩起訴一年，陳啟祥應繳200萬元、程彩梅應繳50萬元公益金。

### 林益世判處七年，4家人無罪
2013年4月30日，台北地方法院一審判決，林益世的部份，收取6300萬元改依「公務員假借職務上之權力及機會，故意犯恐嚇得利罪」判處5年6個月，褫奪公權5年；職務上要求賄賂、隱匿貪污部份無罪；公務員財產來源不明罪判處2年，褫奪公權2年，併科罰金新臺幣1580萬元。合併執行有期徒刑7年4個月，褫奪公權5年，併科罰金新臺幣1580萬元。其餘被告，包括妻子彭愛佳、母親沈若蘭及舅父沈煥璋、沈煥瑤，則全部獲判無罪。
陳啟祥與程彩梅給付林益世新台幣6300萬元，雖獲緩起訴處分，但檢察官按刑事訴訟法第253-2條第4款規定令其向國庫支付罰金，並從中提撥250萬作為公益金；林益世「貪污罪」部分因構成要件與取得證據不完整，而繼續偵辦其他罪名。
本案逃過無期徒刑，判處七年的林益世依然認為，陳啟祥証詞不可信，主張其完全無罪，將上訴二審法院。特偵組表示，判決與國人理解落差太大，也將上訴。

### 爭議
臺北地院判決，引起數個法律爭議。林益世案發生當時，林益世擔任立法委員，因不具備職務密接關聯行為（例如人事任命權），所以被認為「不具實質影響力」，引用法定職權說，亦認為非立法委員法定職權，因此不認為他有利用職務收賄。這個判例與立委高志鵬國有市場土地租售案二審相同，但與陳水扁龍潭購地案、二次金改案採用實質影響力說相較，缺少一致性（立法委員與總統身份職權相差巨大，無法類比，故缺乏一致性說法有問題）。法官吳秋宏認為，採用實質影響力說，違反罪刑法定主義，認定上很危險，故採用法定職權說，且林益世索賄與陳水扁龍潭購地案性質不同。因此，林益世擔任立委時索賄，無關其立委公務性質，不能認定為利用職務貪污。
在此案件中，中鋼被認定是民營企業，因此林益世影響中鋼決定，不算是影響公務員。但在臺糖售地案中，臺糖公司卻被認定是具公營色彩，故民進黨籍的吳乃仁、洪奇昌因而被判刑。林益世的輕判，足証判決標準全由法官自由心證，引發質疑。不過以國營事業管理法的規定，政府獨資或資本超過百分之五十或依事業組織特別法經營者，才被認定為國營事業，故政府持股20%的中鋼，確實不是國營事業，與政府持股96%的台糖身分不同。
高雄地檢署認定陳啟祥行賄，陳啟祥將未付的賄款新臺幣260萬元繳交國庫，無法取回，但是臺北地院法官認為林益世沒有收賄，其收取的新臺幣1420萬元，將可以從法院全額領回。法律標準不一，也引起外界對臺灣司法公平性的抨擊。陳啟祥表示：「這個判決讓林益世可退1420萬元，我卻被緩起訴罰250萬元，北院3個法官昧著良心為林脫罪，還誣賴我故意刪剪光碟，我被栽贓的話，反彈力道是很強的！」陳啟祥被判行賄罪，林益世索賄罪竟是無罪，此一判決眾人戲稱陳啟祥向空氣行賄。
一審判決結果：
1.無罪部分：貪污罪（瀆職罪）之構成要件為公務員就職權內事項，要求賄賂，以完成或不完成職務上事項。陳啟祥所求事項為掮助撮合其加入中聯公司及中耀公司之爐下渣契約，成立三方契約，林益世作為掮客之撮合報酬為95萬美元。因不渉林益世公務上職權，故無法符合貪污罪之構成要件。
2.有罪部分：林益世成立假借職務上之權力及機會行恐嚇得利罪。已收金額新臺幣2300萬元及美金317500元，均判沒收；另判併科罰金新臺幣2580萬元。

### 三法官自請評鑑
關於此案，庭長兼審判長吳秋宏、受命法官紀凱峰與陪席法官林孟皇意見並不完全一致，有些見解相近、有些不同，甚至有三種不同意見。尤其紀凱峰與林孟皇的看法多處不同。最後，三人經長時間激烈討論，才以最大公約數取得共識。林益世索賄案判決出爐，各界批判嘲諷，林孟皇也上法官論壇具名回應：「本人雖不是判決撰寫者，既是合議庭一員，就應一起承擔。」但隨即被抨擊成「暗指判決不關他的事」。林回應：「法官本來就要依法律、良知審判，我一向依法判決，沒有任何立場。」
林孟皇後來表示：法律見解不可能每人都一致，只要評議出結論就是整體認定，希望外界不要再對此做文章。
2013年5月7日，林益世索賄案一審之吳秋宏、紀凱峰、林孟皇等三位法官的判決遭受輿論撻伐多日後，自請移送法官評鑑委會評鑑。6月6日，司法院法官評鑑委員會以程序不合為由，駁回申請。法官評鑑委員會指出，法官評鑑原則上不能以法官個人名義提出，應由所屬法院向評鑑委員會提出。林孟皇再度向台北地院提出評鑑申請。

## 特偵組上訴
2013年5月21日，特偵組對起訴法條改為公務員恐嚇得利、林4家人洗錢罪、索賄8300萬元被判無罪等部分提起上訴，並對一審判決表示意見摘要如下：
1. 合議庭曲解最高法院的實質影響力見解。
2. 判決理由自相矛盾。
3. 合議庭自創「親自滿足對價事項型」、「假手他人滿足對價事項型」兩套缺乏法理依據的嚴格標準。
4. 陳啟祥提供之側錄林益世索賄過程光碟，雖有一小部分被剪接，但內容未經變造，整體來說仍具有作為索賄證據能力。
5. 合議庭認為陳啟祥先開口行賄卻未說明理由，且不採錄音光碟作為證據，有違論理及經驗法則。
6. 以扁案中的中華開發公司與林案的中鋼比較，相同的模式中華開發僅為官股6%，中鋼則有20%官股，最高法院認定扁貪污，合議庭卻未認定林貪污。[42][43]

## 法院二審
2016年2月26日，台灣高等法院二審判決，林益世的部份，收取6300萬元依「違背職務收受賄賂罪」判處有期徒刑12年，褫奪公權8年；職務上要求賄賂、隱匿貪污部份無罪；公務員財產來源不明罪判處有期徒刑2年，褫奪公權2年，併科罰金新臺幣1580萬元。合併執行有期徒刑13年6個月，褫奪公權8年，併科罰金新臺幣1580萬元。其餘被告，包括母親沈若蘭依湮滅證據罪判處有期徒刑5個月，得易科罰金15萬元。妻子彭愛佳及舅父沈煥璋、沈煥瑤，維持無罪。檢察官不服二審判決，對林益世等五人均上訴至最高法院。

## 法院三審
2018年8月22日，最高法院三審判決，林益世的部份，關於林益世公務員對於違背職務之行為收受賄賂部分(收取6300萬元)撤銷，發回臺灣高等法院；職務上要求賄賂、隱匿貪污部份無罪定讞；公務員財產來源不明罪判處有期徒刑2年，褫奪公權2年，併科罰金新臺幣1580萬元定讞。其餘被告，包括母親沈若蘭依湮滅證據罪判處有期徒刑5個月，得易科罰金15萬元定讞。妻子彭愛佳及舅父沈煥璋、沈煥瑤，無罪定讞。
甲、林益世部分
（一）有罪部分
1、撤銷發回（即公務員對於違背職務之行為收受賄賂）部分
原判決認定：林益世於擔任立法委員期間，與陳啟祥期約由林益世協助中聯資源股份有限公司（下稱中聯公司）與中耀企業有限公司（下稱中耀公司）關於轉爐爐下渣著磁料銷售契約（下稱爐下渣契約)之續約，並轉售爐下渣原料與地勇選礦股份有限公司 （下稱地勇公司），同時協助地勇公司爭取承購中聯公司之轉爐石，若爭取合約成功，願就爐下渣契約提出 5,000 萬元款項（其中 3,000 萬元作為支付林益世之對價）；另就轉爐石著磁性產品銷售契約則提出總額 6,000 萬元，再依爭取到之契約比例折算代價（經結算合計為 2,300 萬元），並支付公關費用 1,000 萬元之期約。
林益世因之收受陳啟祥交付之對價總計約 6,300 萬元等情。有下列發回更審之原因：
(1)「立法委員行為法」僅係立法委員義務與基本權利、利益迴避、倫理基本規範等概括性抽象法律，性質上屬陽光法案之一環，並非與立法委員執行職務有直接關係之法令，尚難以之為其違背職務上行為之依據。原判決以林益世所為違反立法委員行為法第 5 條之規定，為其認定林益世對於違背職務之行為收受賄賂之主要論據，此部分法則之適用，自有未合。
（2)原判決就林益世所為之行為究係其職務上不應為而為、應為而不為，或明顯濫用裁量權，而屬違背職務之行為，抑在其職務範圍內應為或得為，屬不違背職務之行為。並未闡述說明，逕以其所為請託行為，「濫用其職權……， 即屬違背其職務之行為」為由，認應成立違背職務之行為收受賄賂罪，未具體論敘林益世之何種行為違背其何項職務，或係以何種方式濫用其何項職權及林 益世所為如何違反其職務上不得為之義務，判決理由有所不備。
（3）原判決理由關於永豐盛企業有限公司是否同意讓出 3 分之 1 之承購及提領權給地勇公司的說明，有矛盾之處。對於永豐盛企業有限公司負責人楊○鋼所為有利於林益世之證詞，亦未說明何 以不予採納之理由，難謂適法。
2、上訴駁回（財產來源不明罪）部分
（1）原判決綜合卷內相關資料，詳為說明憑以認定林益世犯財產來源不明罪之證據及其認定之理由。對於林益世在原審所持各項辯解之詞及其辯護人之辯護意旨，已逐一說明指駁。
（2）林益世此部分上訴意旨所指各節，或對原審採證、認事職權之適法行使，或就原判決已論斷明白之事項，任意指摘，或對不影響事實認定與判決結果之枝節問題，為單純事實之爭辯，難認已符合法定之第三審上訴要件。其此部分之上訴違背法律上之程式，應予駁回。
（二）無罪部分
1、林益世被訴有：
（1）如原判決理由欄乙、貳之Ａ所載於 101 年間，其以行政院秘書長之職務上行為，協助陳啟祥之地勇公司與中聯公司續訂轉爐石契約，及爭取加入中聯公司與中耀公司之爐下渣契約而成三方合約，向陳啟祥要求 8,300 萬元賄賂之犯行，涉犯不違背職務要求賄賂罪嫌。
（2）如原判決理由欄乙、貳、Ｃ所載之犯行，涉犯洗錢罪嫌。
2、以上部分，原判決係維持第一審諭知林益世無罪之判決，有刑事妥速審判法第 9 條規定之適用。檢察官之上訴意旨所指，無非係對於原審採證、認定事實有無之職權行使，重為事實上之爭辯，其援引本院 26 年渝上字第 8 號等相關判例，泛指原判決違背經驗法則與論理法則，形式上雖以原判決違背判例為由 ，提起第三審上訴，然實係指摘原判決有刑事訴訟法第 378 條判決不適用法則或適用不當之違背法令，與刑事妥速審判法第 9 條第 1 項第 3 款規定「判決違背判例」之情形，不相適合。
至檢察官上訴意旨指摘原判決有理由矛盾之違法部分，則屬刑事訴訟法第 379 條第 14 款規定之範疇，亦難謂符合第三審上訴之法定要件。應認檢察官此部分之上訴違背法律上程式，予以駁回。
乙、沈若蘭、彭愛佳、沈煥章及沈煥瑤部分
（一）檢察官就沈若蘭、彭愛佳、沈煥章及沈煥瑤上訴部分，原判決係維持第一審諭知沈若蘭、彭愛佳、沈煥章、沈煥瑤無罪或說明不另為無罪諭知部分之判決，有刑事妥速審判法第 9 條規定之適用。
（二）檢察官之上訴意旨所指各節，均與刑事妥速審判法第 9 條第 1 項第 3 款規定「判決違背判例」之情形，不相適合。指摘原判決有理由矛盾之違法部分，則屬刑事訴訟法第 379 條第 14 款規定之範疇，亦難謂符合第三審上訴之法定要件。應認檢察官此部分之上訴違背法律上程式，予以駁回。檢察官就沈若蘭被訴洗錢部分之上訴既不合法，則就公訴意旨認與之有一罪關係之湮滅、隱匿刑事證據部分，應併從程序上駁回。

## 法院更一審
台灣高等法院更一審法官認為被告林益世涉犯貪污治罪條例第4條第1項第5款之公務員對於違背職務之行為收受賄賂嫌疑仍屬重大，所犯為法定本刑為無期徒刑或10年以上有期徒刑之罪，又被告經原審以被告林益世犯公務員假借職務上之權力及機會，故意犯恐嚇得利罪判處有期徒刑5年6月，褫奪公權5年，2,300萬元、美金31萬7,500元均沒收在案，參以一般人趨吉避凶、畏懼重罪審判、執行之正常心理，客觀上被告畏罪逃亡，以規避審判及執行之可能性甚高，有相當理由認為被告有逃亡之虞。又考量被告林益世之學經歷、經濟能力、所涉本案犯罪情節與所犯罪名之輕重及其所為造成法益侵害之程度等因素，參酌被告林益世在國內有資產，家屬亦住居於國內，並設有戶籍，且前經原審准予具保後免予羈押後，於原審及本院前審歷次審理庭期均遵期到庭應訊，並無藉詞拖延、不到或逃亡之情形等情，權衡國家刑事司法權之有效行使、社會秩序及公共利益之維護、被告林益世人身自由之私益及防禦權受限制之程度等各情後，認原審准被告以5,000萬元之金額具保後免予羈押，並限制住居（本院前審變更限制住居地點為高雄市○○區○○路00號），且限制出境、出海，另定期報到（本院前審變更報到方式為：被告應於每星期一晚間7時至10時，至高雄市政府警察局鳳山分局鳳崗派出所報到），應可對被告林益世產生強大的心理約束力，擔保被告之到庭，而無羈押被告之必要，並無不合，應予維持。惟依首揭說明，原限制出境、出海之處分已失其效力處分，爰裁定被告林益世自109年4月16日起限制出境、出海8月。
2021年6月9日，台灣高等法院更一審判決，林益世收取6300萬元依「公務員假借職務上之權力及機會，故意犯恐嚇得利罪」判處4年10個月，褫奪公權5年。扣案之犯罪所得財物新臺幣2000萬元及美金31萬7500元均沒收；未扣案之犯罪所得財物新臺幣300萬元沒收，於全部或一部不能沒收或不宜執行沒收時，追徵其價額。檢察官、林益世均不服更一審判決，上訴至最高法院。

## 監察院通過彈劾
監察院2013年6月11日投票通過彈劾林益世，並移送公務員懲戒委員會。公懲會對政務官最嚴重的處分僅及申誡以及撤職，對已無公職身分的林益世而言毫無影響。對此審查會主席高鳳仙認為未來公懲法應加入減少退休金、罰鍰等實質處分較適當。

## 輿論反應
由於林益世之妻彭愛佳的生日正是8月30日，林益世為表浪漫，其座車車牌還刻意標得「8300」號碼，索賄竟然也堅持要「8300萬」，被批踢踢討論區網友嘲諷為「貪汙不忘愛老婆」，甚至將知名女歌手趙詠華的名曲《最浪漫的事》，改編為「我能想到最浪漫的事，就是和妳一起慢慢數鈔票，一路上收藏八三零零的歡笑，留到以後坐在牢裏慢慢聊」。還有網友將他被指控收賄的新臺幣6300萬元（當時折合美金193萬元）與再次強索的8300萬元相加，高達一億四千萬元，而以諧音譏諷他的綽號是「領億四」。
網友也用《犀利人妻》當紅的三格漫畫改編創作《億四人生》三格畫調侃本案，第一張是林益世笑嘻嘻地喊「媽媽拿錢要來救我了」，但彭愛佳捧著老公的臉回說「可是益世，她拿錯袋了，裡面是台幣」，諷刺林家藏了太多袋錢，才會讓沈若蘭搞錯美金、台幣，被發現林益世可能涉及他案。這張《犀利人妻》當紅的三格漫畫最早是某網友製作來諷刺當時豪雨時台北延遲放假。還有人將林益世的貪污案比成另類「林來瘋」，讓手持國庫官印的他登上《MONEY》雜誌封面。更用林益世的名字做KUSO造句：索賄時，一臉奸詐比出手勢直說「你懂我的益世（意思）了吧」；拿錢時，變成「那真是不好益世了」；被抓到了就馬上改成「我沒有這個益世」，極盡譏刺之能事。

在與馬英九和吳敦義關係密切的林益世、李朝卿、與賴素如陸續因收賄涉貪遭司法單位收押後，網友與民主進步黨民意代表，譏諷國民黨是「北素如、中朝卿、南益世，牽手污臺灣」，貪腐與利益分配始終是國民黨的組織文化，也有人加上卓伯源、鄺麗貞，成為「東麗貞、西伯源、南益世、北素如、中朝卿，國民黨貪污五絕」。鄺麗貞稱此爲不實汙衊。
此外，有網友改寫南北朝名詩《木蘭詩》成了《愛家佳》，「唧唧復唧唧…檢座大點兵；起訴十二卷，卷卷有夫名。夫婿淹臺幣，婆婆燒美金，願為請律師，從此免夫刑。」另名網友則改寫諸葛亮《出師表》，「臣本布衣，躬耕高雄，苟全性命于亂世，不求聞達于臺灣。黨內不以臣卑鄙，猥自枉屈，三顧臣于錢坑之中……」

## 政治影響
地方人士分析，五都改制之前的高雄縣派系，主要有紅、白、黑三派，其中黑派本是泛綠勢力，其中余家班余政憲、余政道等人均為民進黨籍。國民黨勢力則分為紅、白兩派，分別以水利會和農會系統為根據地，但白派在立法院長王金平淡出地方事務，紅派的水利會也被民進黨的李清福攻下後，紅、白派的影響力已不若以往。紅派由林益世接棒以後曾連任四屆立委，身兼國民黨政策委員會執行長（大黨鞭），又進軍內閣任行政院秘書長，原被視為未來十年紅派的指標性人物，也是國民黨角逐2014年高雄市長選舉的人選之一。但面臨這次弊案，普遍認為其所代表的紅派勢力將要因而式微。目前國民黨在高雄的經營相當耗力，林益世2012年初立委連任失利後，高升中央，地方陷入苦於無人接棒的窘境，尤其民進黨勢力正強，唯一和紅派比較「沾得上邊」的議員許福森，從議長的位置退下後，僅僅為市議員，恐怕不容易接下林益世立委的選區和地盤。
出身高雄的國民黨中常委邱毅表示，馬英九相信，任用高雄紅派少主林益世，可以牽制白派的立法院長王金平；現在林益世這個招牌一倒，馬英九就快垮了，因為馬不止清廉形象沒了，還讓人覺得無能；黨內有在地方上混過的，多少都有所聽聞，所以會認為馬英九的眼睛被「糞」矇住了，黨內認為，林益世涉嫌收賄、索賄，顯示馬英九用人根本「不是唯才是用」，也「不是唯青年是用」，是「想用誰就用誰」，馬又不是沒去南部LONG STAY（長居）過，難道沒有在地方上聽過林益世相關的傳聞？如果真的沒聽過，那不代表馬完了？那馬既然有聽過，為何還要用林？就是因為馬相信用林可以「牽制王金平」。  
索賄案爆發後，馬英九宣稱「當初是國民黨主席吳伯雄提拔林益世的，而非我」
；至於林益世出任行政院秘書長一職，也是他與行政院長陳冲共同決定的。有人批評，此類種種作為，只能再次顯示馬先生毫無擔當的本性與懦弱的性格。至於副總統吳敦義則表示：他作為林益世的「同事」，未發揮「友直、友諒」的效果而自責，並肯定林益世「真心悔改」、「不牽拖」，坦承虛心面對自己所犯的錯的認罪聲明。

## 後續效應
前立委邱毅透露，林益世當國民黨大黨鞭時，他就耳聞林益世索賄的事情，只是他不想惹人嫌才沒說。邱毅還宣稱，2012年地勇拿到中鋼合約，只花新台幣4000萬元，是因為他們找到另一位高雄重量級勢力打通中鋼及高雄市政府；至於是否現任立委，是男的還是女的，邱毅不願證實。
2012年7月，名嘴胡忠信在政論節目中指出，林益世案背後還有「某國民黨黨政高層」和主任檢察官涉入，並影射吳敦義涉及林益世案。壹週刊接著報導，林益世被拔擢出任行政院秘書長後，對自己平步青雲甚為得意，自誇是馬政府的「第三把交椅」，還曾不只一次對地勇公司負責人陳啟祥強調自己和吳敦義的好交情，說「吳副總統的事，我全權處理」。
2012年7月15日，民進黨舉辦全國黨代表大會，改選中執委、中常委、中評委。2012年7月16日，民進黨中執委洪智坤指控，本次中常委及中執委選舉有黑道介入：因貪污罪被判處有期徒刑6年的臺灣高雄農田水利會會長李清福在本月14日晚間動用高雄市「黃、賭、毒」（色情業、地下賭博、毒品）黑道角頭北上台北君悅酒店護盤，高雄市市長陳菊卻力挺李清福，最後李清福以「陳菊代理人」之姿當選中常委而政憲臨陣棄選中常委，與民進黨追打林益世案的行為完全相反，「我敢冒著生命危險公開此事，民進黨中央敢不敢徹查？」

### 蔡昌達勒索案
2013年，特偵組起訴民進黨籍高雄市議會副議長蔡昌達與天山公司董事顏萬成，特偵組指控蔡昌達因索賄不成，以議會質詢方式來對陳啟祥施壓，以勒索未遂罪起訴。此外，中鋼前總經理陳振榮等6人涉嫌3次調降脫硫渣價格，致中鋼損失24億餘元，也遭到起訴。

### 揭發弊端者法案催生
《吹哨者保護法》或稱《揭弊者保護法》臺灣版，2012年7月法務部長曾勇夫因「林益世索賄案」表示，廉政署將於2012年底完成《吹哨者保護法》草案，到2014年1月媒體報導稱最快3月送立法院審議，截至2014年10月中華民國何時能生出如美國《吹哨者保護法》，以保護吹哨者（揭弊者，抓耙仔），可能長夜漫漫。

## 外部連結
- （繁體中文）法學資料檢索系統，可查詢到本案的判決書全文，依照《政府資訊公開法》遵循「陽光法案」精神，任何人均可下載開放資料。以一審判決書為例，請在查詢頁面頂端點選「判決書查詢」，欄位中法院別選擇「臺灣臺北地方法院」，類別選「刑事」，判決年度選「101」（2012年），常用字選「訴」，並在其前加上「金」，號填「47」。（一審判決書為101年金訴第47號）

1. 2013-04-30[永久]
2. 2013-03-23[永久]
3. 2012-11-09[永久]